# Mels Hål
Mels Hål (Mel's Hole på engelska) är en vandringssägen om ett hål som sägs ha hittats av en man vid namn Mel Waters. Enligt Waters är hålet bottenlöst och besitter paranormala egenskaper, så som att kunna återuppliva de döda. Trots ett antal försök har man inte hittat hålet, och inget av det Mel säger har bekräftats.

## Sammanfattning
Waters påstår att han hittat hålet på sin egendom utanför staden Ellensburg i Amerika. Han säger att han mätt hålets djup, som ska vara mer än 23 000 meter, genom att använda en fiskelina. Waters säger att hans upptäckt togs om hand av "soldater", som hotade att sätta dit honom för allvarligt narkotikabrott om han inte samarbetade.